# Zygopetalinae
Zygopetalinae – podplemię roślin z rodziny storczykowatych (Orchidaceae). Obejmuje 37 rodzajów i jedną hybrydę. Rośliny te występują w Ameryce Środkowej i Ameryce Południowej.

## Systematyka
Podplemię sklasyfikowane do plemienia Cymbidieae z podrodziny epidendronowych (Epidendroideae) w rodzinie storczykowatych (Orchidaceae), rząd szparagowce (Asparagales) w obrębie roślin jednoliściennych.
Wykaz rodzajów
- Aetheorhyncha Dressler
- Aganisia Lindl.
- Batemannia Lindl.
- Benzingia Dodson
- Chaubardia Rchb. f.
- Chaubardiella Garay
- Cheiradenia Lindl.
- Chondrorhyncha  Lindl.
- Chondroscaphe (Dressler) Senghas & G. Gerlach
- Cochleanthes Raf.
- Cryptarrhena R. Br.
- Daiotyla Dressler
- Dichaea Lindl.
- Echinorhyncha Dressler
- Euryblema Dressler
- Galeottia A. Rich. & Galeotti
- Hoehneella Ruschi
- Huntleya Bateman ex Lindl.
- Ixyophora Dressler
- Kefersteinia Rchb. f.
- Koellensteinia Rchb. f.
- Neogardneria  Schltr. ex Garay
- Otostylis Schltr.
- Pabstia Garay
- Paradisanthus Rchb. f.
- Pescatoria Rchb. f.
- Pridgeonia Pupulin
- Promenaea Lindl.
- Stenia Lindl.
- Stenotyla Dressler
- Vargasiella  C. Schweinf.
- Warczewiczella Rchb. f.
- Warrea Lindl.
- Warreella Schltr.
- Warreopsis Garay
- Zygopetalum  Hook.
- Zygosepalum Rchb. f.

Wykaz hybryd
- × Bensteinia Pupulin